# 安堡 (紐約州村)
安堡（英語：Fort Ann）是位於美國紐約州華盛頓縣的村。

## 人口
根據2020年美國人口普查的數據，安堡的面積為0.76平方千米，當中陸地面積為0.74平方千米，而水域面積為0.02平方千米。當地共有人口460人，而人口密度為每平方千米605人。